# Стодоличский сельсовет
Стодоличский сельсовет — административная единица на территории Лельчицкого района Гомельской области Белоруссии. Административный центр — агрогородок Стодоличи.

## История
1 декабря 2013 года в состав сельсовета включены населённые пункты упразднённого Гребеневского сельсовета (Вязовая, Гребени, Жмурное, Запесочное, Ковыжев, Лохница, Мехач, Ольховая, Усов).

## Состав
Стодоличский сельсовет включает 12 населённых пункта:
- Вязовая — деревня.
- Гребени — деревня.
- Жмурное — деревня.
- Забродье — деревня.
- Запесочное — деревня.
- Ковыжев — деревня.
- Лохница — деревня.
- Мехач — деревня.
- Ольховая — деревня.
- Ручное — деревня.
- Стодоличи — агрогородок.
- Усов — деревня.